# Ernst Angerer
Ernst Angerer (ur. 1914, zm. ?) – zbrodniarz nazistowski, członek załogi niemieckiego obozu koncentracyjnego Dachau. SS-Oberscharführer.
Członek Waffen-SS, który w latach 1942–1943 pełnił służbę w obozie Dachau jako Blockführer (kierownik bloku). Brał udział w masowych egzekucjach jeńców radzieckich w początkach 1942 r. będąc członkiem plutonu egzekucyjnego. Angerer znęcał się oprócz tego nad więźniami, wieszając ich na specjalnych palach czy też wykonując na nich karę chłosty. W lutym 1943 skierowany został do służby frontowej.
W procesie US vs. Ernst Angerer i inni przed amerykańskim Trybunałem Wojskowym w Dachau w dniach 26 listopada – 3 grudnia 1946 skazany został na karę 25 lat pozbawienia wolności.